# نبوءة نفرتي

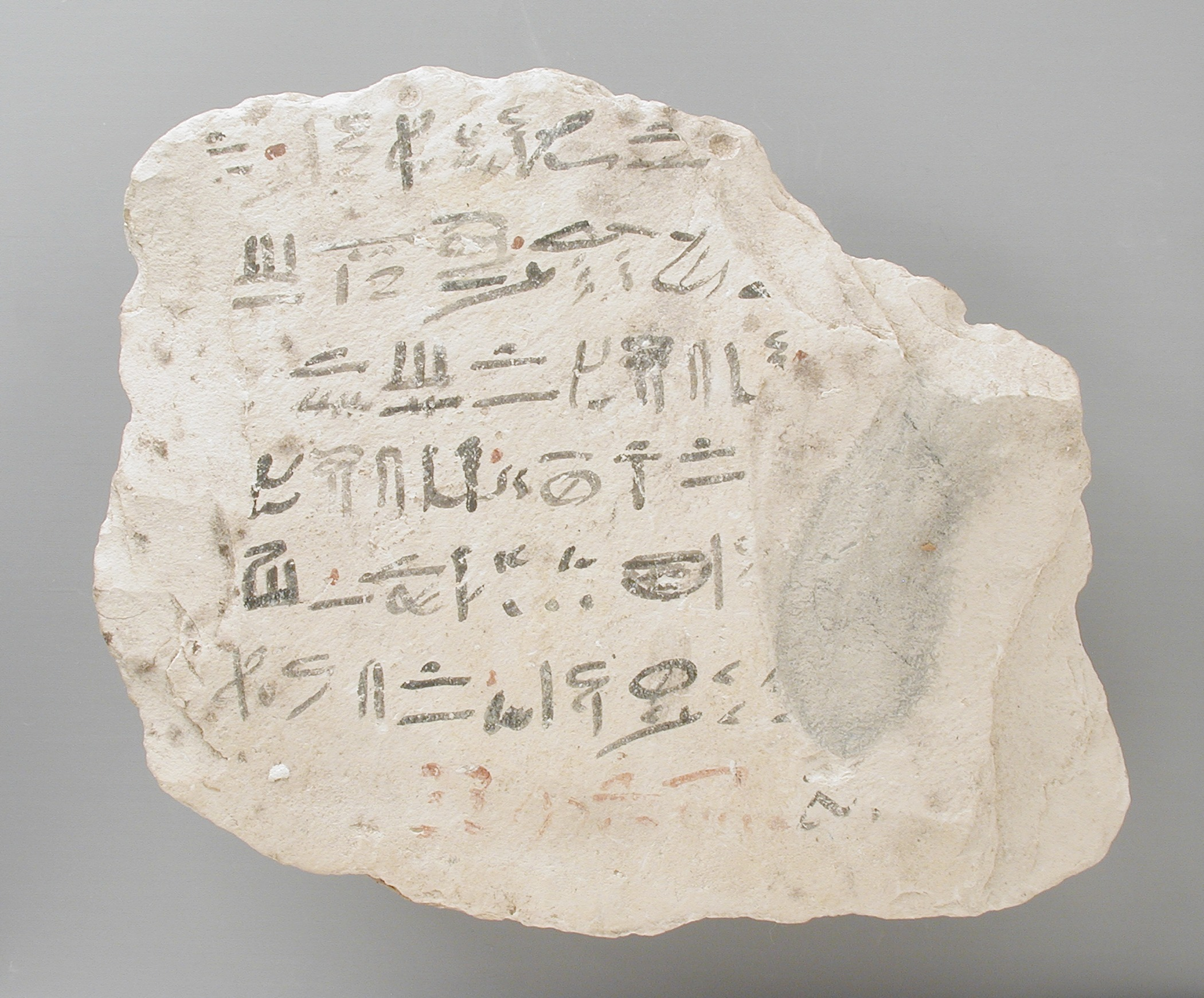

نبوءة نفرتي إحدى نصوص الأدب المصري القديم الذي يدور حول أحداث حدثت في عصر الفرعون سنفرو، ولكنها كتبت خلال عصر الأسرة الثانية عشر. النص في صورة نبوءة، وهو محفوظ في متحف الإرميتاج.

## النص
يدور النص حول دعوة سنفرو للحكيم نفرتي ليحضر مجلسه ليسلّيه. سأله الحكيم عما إذا كان يود أن يعرف عن الماضي أو المستقبل، فاختار الملك المستقبل. وصف نفرتي بإسهاب رؤيته لمستقبل مصر، قائلاً أنه سيعصف بها الفوضى وستنقلب جميع الأعراف الاجتماعية والطبيعية. وفي النهاية، يتنبأ نفرتي بمجيء ملك في المستقبل يدعى «أميني»، الذي سوف يعيد النظام إلى البلاد.
كثيرًا ما تفسر هذه النبوءة على أنها دعاية سياسية ملكية، لتبرير وجود «أميني» الملك المخلص في إشارة مبطنة إلى اسم أول ملوك الأسرة الثانية عشر أمنمحات الأول، الذي لم يكن له قرابة مع سلفه، وبدأ حكمه في ظروف غير مستقرة. لذا، ينظر للنبوءة على أنها مبرر سياسي للأسرة الجديدة.